# Орден Леопольда II
Орден Леопольда II (фр. Ordre de Léopold II; нід. Orde van Leopold II) — державна нагорода Бельгії.

## Історія
Засновано 24 серпня 1900 року королем Леопольдом II як колоніальна нагорода для Бельгійського Конго. Спочатку орден мав 3 ступені: Золотий і Срібний хрести, третю ступінь, а також золоту, срібну і бронзову медалі ордена. 1 травня 1903 року кількість ступенів збільшили до п'яти, а в 1908 році орден був введений в бельгійську нагородну систему.
Орден вручається військовослужбовцям і цивільним особам, бельгійцям і іноземцям за заслуги перед монархом і як знак його благовоління.

## Ступені
- Великий хрест — знак ордена на плечовій стрічці із нагрудною зіркою
- Великий офіцер — знак ордена на шийній стрічці із нагрудною зіркою
- Командор — знак ордена на шийній стрічці
- Офіцер — золотий знак ордена нагрудній стрічці с розеткою
- Кавалер — срібний знак ордена на нагрудній стрічці
- Золота медаль
- Срібна медаль
- Бронзова медаль

## Опис
Знак ордена — золотий матований мальтійський хрест з бортиком, кульками на кінцях, накладений на золотий пальмовий вінок. У центрі хреста круглий медальйон чорної емалі з облямівкою синьої емалі. У медальйоні золотий бельгійський лев. На каймі золотими літерами написи «В єдності сила» на французькій (L'union fait la force) і нідерландській мові (Eendracht maakt macht). Знак за допомогою перехідної ланки у вигляді королівської корони кріпиться до орденської стрічці. На реверсі в центральному медальйоні коронована монограма короля Леопольда II.
Зірка Великого хреста десятикутна, сформована пучками по п'ять різновеликих промінчиків, на якій чергуються золоті поліровані промені і срібні з діамантовими гранями. У центрі зірки зображений знака ордена під королівською короною. Зірка великого офіцера також десятикутна, сформована пучками по п'ять різновеликих промінчиків, на якій чергуються 5 срібних променів у вигляді ластівчиного хвоста з кульками на кінцях і діамантовим огранюванням і 5 золотих, сформованих пучками по 5 полірованих різновеликих промінчики.
Медаль, залежно від класу, виготовляється з позолоченого срібла, срібла і бронзи.
Орден носиться на шовковій муаровій стрічці синього кольору з чорною смужкою по центру.

## Галерея

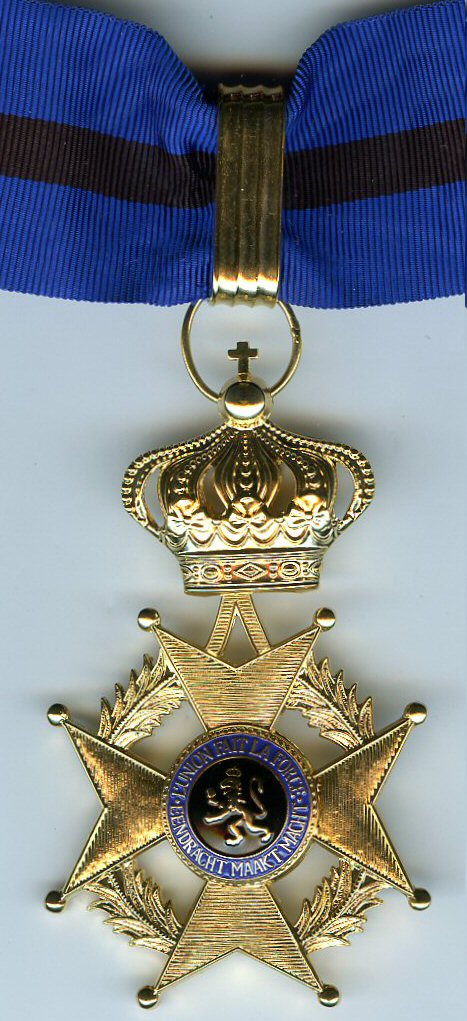
Командорський хрест.
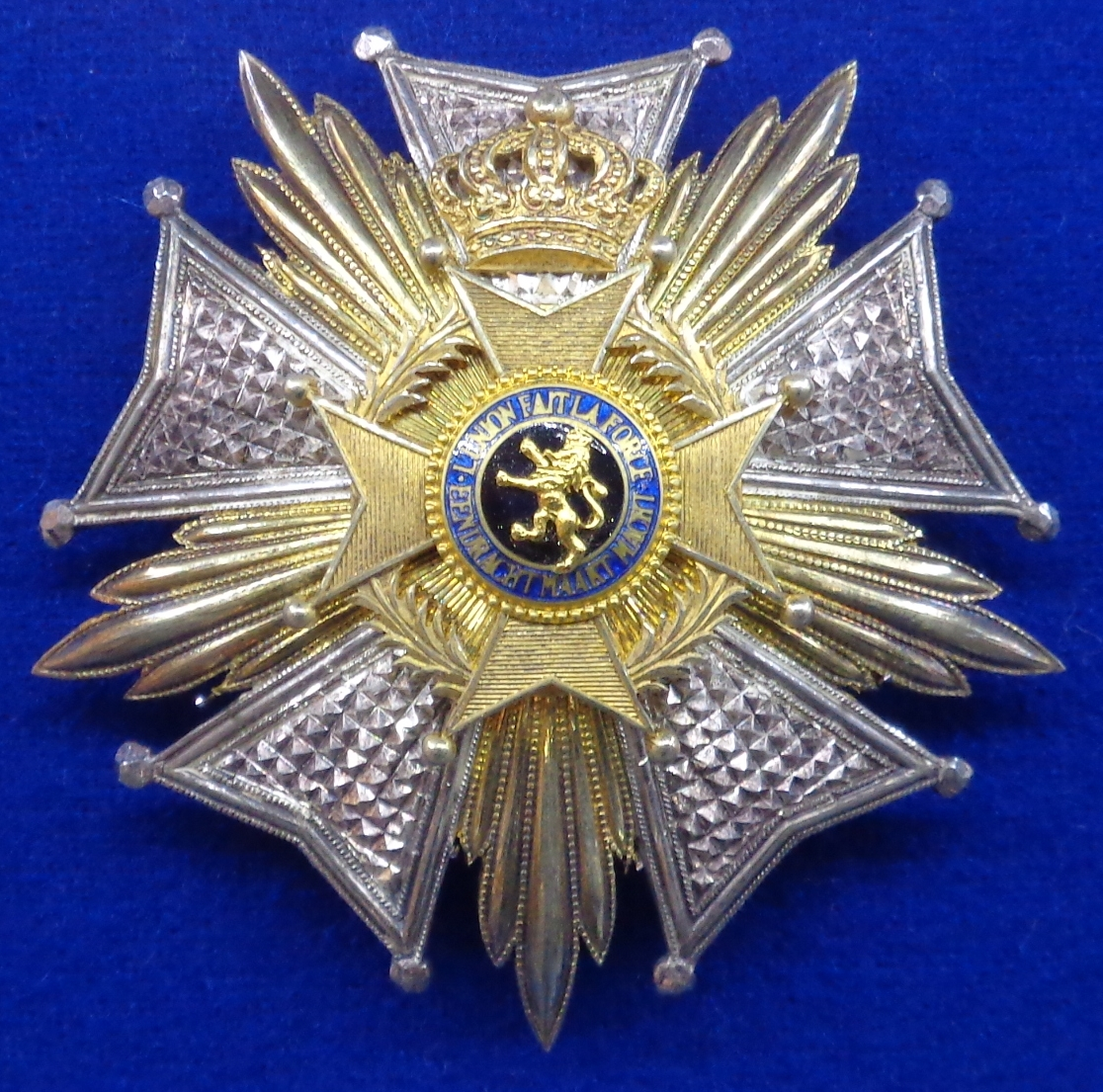
Зірка великого офіцера.